# Steve Railsback
Stephen Hall Railsback (* 16. listopadu 1945, Dallas, Texas) je americký divadelní, filmový a televizní herec a režisér.
Proslavil se díky rolím ve filmech Hosté (1972), V roli kaskadéra (1980), Krvavý tábor (1982), Zlatý tuleň (1983), Síla života (1985), Ozbrojení a nebezpeční (1986), Inseminátor (1987), Nůžky (1991), Aligátor 2: Mutace (1991), S nasazením života (1993), Barb Wire (1996), Zátaras (1997), Podezřelé chování (1998), Profesionální lhář (1999), Zrůda Ed Gein (2000), Storytelling (2001), Krvavé žně (2002), Stopař II: Čekám... (2003), Vyvrženci pekla (2005), Neo Ned (2005), Král ztraceného světa (2005), Odpočívadlo 2: Neohlížej se (2008) či Prci, prci, prcičky: Kniha lásky (2009).
Objevil se též v seriálech Čarodějky, Akta X a Lovci duchů. V roce 1976 ztvárnil Charlesa Mansona v televizním filmu Helter Skelter.